# 谷口ジロー
谷口 ジロー（たにぐち ジロー、男性、1947年〈昭和22年〉8月14日 - 2017年〈平成29年〉2月11日）は、日本の漫画家。鳥取県鳥取市出身。

## 来歴
鳥取商業高校を卒業後に京都の繊維会社に就職したが、漫画家を目指して1966年に上京し、石川球太のアシスタントとなり漫画の技術を学ぶ。1971年に『嗄れた部屋』が『週刊ヤングコミック』に掲載されたのちに、上村一夫のアシスタントを経て独立した。以後、関川夏央ら漫画原作者と組み、青年向け漫画でハードボイルドや動物もの、冒険、格闘、文芸、SFと多彩な分野の作品を手がける。
描く絵は、ジャン・ジロー（メビウス）やフランソワ・シュイッテンなどバンド・デシネの作家から影響を強く受け、インタビューでは「日本で一番影響を受けているんじゃないか」と語っている。1991年の『犬を飼う』で中流家庭の日常を題材にして新境地を開き、以降は人と動物、人と人とのつながりをテーマにした日常的なドラマも多く手がけた。
『歩くひと』や『遥かな町へ』などの翻訳版刊行を期に2000年代からヨーロッパで評価が高まり、フランス語圏を中心に芸術系統で多数受賞した。2007年から2008年にかけてカルティエの広告を複数の画家とともに担当し、フランスのブティックでカルティエに関する漫画が描かれた小冊子が配布された。2014年にルイ・ヴィトンが刊行するトラベルブックのヴェニス編を担当した。
2010年に『遙かな町へ』を原作として舞台をリヨン近郊に設定したフランス映画『Quartier Lointain』が制作・公開された。日本では2013年2月に小学館集英社プロダクションとメディアファクトリーがビデオスルーでDVDソフトを発売した。原作の舞台となった鳥取県倉吉市で撮影を予定する邦画オリジナル版が、東映や小学館らの製作委員会方式で2012年の公開を目標に製作を計画されていたが、資金不足を理由として2012年夏に事実上断念した。
2012年に『孤独のグルメ』がテレビ東京でドラマ化され、海外でも放映され、中国版も製作された。2014年にフランス人のNicolas FinetとNicolas Albertによるドキュメンタリー『谷口ジローの足跡 歩く人』が制作され、2015年に第46回アングレーム国際バンド・デシネ・フェスティバルで公開された。
2017年2月11日に多臓器不全のため死去。69歳没。

## 没後
2017年11月18日に、イラストレーターの寺田克也、バンド・デシネ研究家で翻訳家の原正人らをゲストに招き、鳥取市で「ふるさと鳥取で谷口ジローさんを偲ぶ会」が開かれた。
2017年11月29日から『孤独のグルメ』のアニメ作品がスマートフォン向け配信アプリ「タテアニメ」で配信された。
2017年12月8日に、闘病中に執筆した遺稿をまとめた単行本の『光年の森』と『いざなうもの』を小学館が刊行した。
2020年4月から2021年3月にかけて『歩くひと』がNHKにて全12回の紀行ドラマ化された。
2021年には『神々の山嶺』のアニメーション映画がフランスで製作され、第74回カンヌ国際映画祭でプレミア上映後、フランス国内で300以上のスクリーンで封切られ、作品もセザール賞を受賞するなど高く評価された。
2023年1月から3月にかけて、東京都清瀬市の清瀬市郷土博物館にて「歩く、描く 谷口ジローと清瀬」展が開催された。谷口が1976年から2000年まで清瀬市に住んでいた縁による。

## 人物
- 「静かな感じで。谷口さんが声を荒らげたところなんて見たことないし、いつもニコニコしていて」と久住昌之は述べている[11]。
- アシスタントには指示や指導など手ほどきせず、アシスタントらは谷口の作画品質に合わせて仕上げるべく努力した[11]。
- 新作を描くたびに毎回新しい作画手法を取り入れた[11]。
- 通販生活で連載した『散歩もの』は、特注品の大版原稿用紙を用いてスクリーントーンを3重に貼って背景を描いた[11]。

## 作品一覧
- 侍 - 1966年、未発表作品[注 2][13]。
- This is the END - 1969年、未発表作品[注 3][14]。

### 1970年代
- くろろほるむ - 1970年、未発表作品[注 4][16]。
- 人間椅子 - 原作：江戸川乱歩、共作：石川球太、『週刊少年キング』第8巻第36号（1970年8月16日（34）号）・第8巻第37号（1970年8月23日（35）号）、少年画報社[17]。
- 芋虫 - 原作：江戸川乱歩、共作：石川球太、『週刊少年キング』第8巻第38号（1970年8月30日（36）号）、少年画報社[18]。『江戸川乱歩妖美劇画館』第2巻（少年画報社・2015年）に収録。
- 声にならない鳥のうた - 『デイリープログラム』第1巻第16号（1970年12月1号）、教育社、『谷口ジロー 描くよろこび』所収[19][20]。
- 巨人獣 - 共作：石川球太、『週刊少年キング』第9巻第10号（1971年3月7日（10）号） - 第9巻第32号（1971年8月1日（32）号）、少年画報社[21][22]。
  - 『巨人獣』 1巻、汐文社〈ホーム・コミックス〉、1976年4月15日。
  - 『巨人獣』 2巻、汐文社〈ホーム・コミックス〉、1976年4月20日。
- 嗄れた部屋 - 『ヤングコミック』第5巻第26号（1971年12月22日号）、少年画報社、『劇画ヤング別冊 谷口ジロー官能傑作選 濡れた性少女』所収[23][24]。
- 白魔人 - 共作：石川球太、『週刊少年キング』第10巻第1号（1972年1月1日（1）号）、少年画報社。
- ぐじゃ ままにたら - 文：佳里歩、書き下ろし作品[注 5][15]。
  - 『ぐじゃ ままにたら』佳里歩、タニグチカズヒコ、佳里歩、1972年8月。[15]
- 太陽は遠すぎた - 『ポップコミック』第2巻第3号（1973年3月号）、芳文社[27]。
- 蒼い瓦礫 - 『ヤングコミック』第7巻第14号（1973年6月26日増刊号）、少年画報社[28]。
- 沈黙の群れ ―殺人依頼― - 原作：高野良[注 6]、『長編コミック』第4巻第16号（1973年8月22日号）、芳文社[29]。
- 憎しみの鎮魂歌 デッドエンド - 原作：豊島文雄、『長編コミック』第4巻第24号（1973年12月19日号）、芳文社[30]。
- 狼王ロボ - 書き下ろし作品[31][32]。
  - 『狼王ロボ』アーネスト・トムソン・シートン、集英社〈学習漫画 シートン動物記〉、1974年5月。全国書誌番号:45011189。
- 叉鬼おろし - 『漫画ルック』第5巻第11号（1974年6月5日号）、芳文社[30]。
- 裏町の野良ネコ - 書き下ろし作品[31][33]。
  - 『裏町の野良ネコ』アーネスト・トムソン・シートン、集英社〈学習漫画 シートン動物記〉、1974年8月。全国書誌番号:45011192。
- 白いトナカイの伝説 - 書き下ろし作品[31][34]。
  - 『白いトナカイの伝説』アーネスト・トムソン・シートン、集英社〈学習漫画 シートン動物記〉、1974年11月。全国書誌番号:45011195。
- 少年とオオヤマネコ - 書き下ろし作品[31]。
  - 『少年とオオヤマネコ』アーネスト・トムソン・シートン、集英社〈学習漫画 シートン動物記〉、1975年2月。全国書誌番号:45011198。
- 餌食 - 『漫画ルック』第6巻第15号（1975年8月6日号）、芳文社、『劇画ヤング別冊 谷口ジロー官能傑作選 濡れた性少女』所収[24][35]。
- 遠い声 - 『ビッグコミック』第8巻第21号（1975年10月1日増刊号）、小学館[注 7][36]。
- 聖少女 - 『漫画ルック』第6巻第19号（1975年10月8日号）、芳文社、『劇画ヤング別冊 谷口ジロー官能傑作選 濡れた性少女』に所収[37]。
- 夜明けに向かって走れ - 原作：松岡清治、『漫画コミック』第8巻第11号（1975年10月15日増刊号）、芳文社[35]。
- いたずら女教師 - 『漫画パンチ』第9巻第21号（1975年10月21日増刊号）、芳文社、『劇画ヤング別冊 谷口ジロー官能傑作選 濡れた性少女』所収[24][35]。
- 俺の生きかた - 原作：岡崎英生、『ヤングコミック』第9巻第32号（1975年11月26日号）、少年画報社[35]。
- もうひとつの季節 - 『現代コミックdokuhon』第4巻（1975年12月号）、日本文華社[38][29]。
- 闇の呼ぶ声 - 『現代コミックdokuhon』第5巻第2号（1976年2月（2）号）、日本文華社[39]。
- 吠えろ! 裏町の牙 - 原作：高原弘吉、『話題スペシャル』第17巻（1976年3月25号） - 連載終了時期不明、日本文華社[40]。
- 懐かしい女 - 『現代コミックdokuhon』第5巻第5号（1976年4月（4）号）、日本文華社、『劇画ヤング別冊 谷口ジロー官能傑作選 濡れた性少女』所収[35]。
- 大いなる狩人 - 『漫画パンチ』第10巻第16号（1976年8月24日号）、芳文社[28]。
- 牙の咆哮 - 『漫画レッド』第9巻第17号（1976年9月9日号）、芸文社[35]。
- 若き海の勇者 ある鯨の伝説 - 『漫画パンチ』第10巻第21号（1976年10月26日号）、芳文社[28]。
- 逃亡山脈 ある象の伝説 - 『漫画パンチ』第10巻第25号（1976年12月21日号）、芳文社[28]。
- からくり人形 - 『漫画エロス』第2巻第1号（1977年1月1日号）、司書房[35]。
- 縛られたアイドル - 原作：高木真也、『特集漫画トピックス』第2巻第1号（1977年1月20日号）、日本文華社[35]。
- コンドルは飛んで行く 禿鷹伝説 - 『漫画パンチ』第11巻第2号（1977年1月25日号）、芳文社[28]。
- 跳べ!! 暗殺犬 - 原作：関川夏央、『漫画パンチ』第11巻第6号（1977年3月22日号）、芳文社、『関川夏央 谷口ジローのアクション劇画2 無防備都市（下）』に所収[28]。
- 海の牙よ静かに眠れ!! - 原作：関川夏央、『漫画パンチ』第11巻第8号（1977年4月26日号）、芳文社、『リンド3!』第4巻に所収[35]。
- 血と薔薇 - 『別冊漫画大快楽』第2巻第5号（1977年5月号）、檸檬社[13][41]
- ユリシーズが旅立った雨の夜 - 原作：関川夏央、『漫画パンチ』第11巻第10号（1977年5月24日号）、芳文社、『関川夏央 谷口ジローのアクション劇画1 無防備都市（上）』に所収[35]。
- 北の黙示録 - 原作：関川夏央、『漫画パンチ』第11巻第15号（1977年7月28日号）、芳文社、『西風は白い』に所収[35]。
- マッキンレーの眠れる鳩 - 原作：関川夏央、『漫画パンチ』第11巻（1977年8月）、芳文社、『西風は白い』に所収[39]。
- 群狼峠に満つ - 原作：西村寿行、『別冊週刊漫画TIMES』第19巻第15号（1977年8月2日号）、芳文社[35]。
- 犬の日 - 原作：関川夏央、『漫画キック』（1977年9月8日号）、芳文社、『西風は白い』に所収[39]。
- 裸足のランナー - 原作：関川夏央、『漫画パンチ』第11巻第23号（1977年11月8日号）・第11巻第24号（1977年11月22日号）、芳文社[39]。
- 裂けた咆哮 -『ヤングコミック』第11巻第29号（1977年11月20日増刊号）、少年画報社、『谷口ジロー傑作集 大いなる野生』に所収[35]。
- 無防備都市 - 原作：関川夏央、『漫画パンチ』第12巻第2号（1978年1月31日号） - 第12巻第21号（1978年11月17日号）、芳文社[28]。
  - 『関川夏央 谷口ジローのアクション劇画1 無防備都市（上）』オハヨー出版〈別冊エースファイブコミックス〉。
  - 『関川夏央 谷口ジローのアクション劇画2 無防備都市（下）』オハヨー出版〈別冊エースファイブコミックス〉。
- 西風は白い - 原作：関川夏央、『ヤングコミック』第12巻第8号（1978年3月20日増刊号）、少年画報社、『西風は白い』に所収[35]。
- ザ・パック（群れ） -『漫画大快楽』第4巻第9号（1978年5月号）、檸檬社、『谷川ジロー傑作集 大いなる野生』に所収[35]。
- 熟れすぎた密室 -『特集漫画トピックス』第4巻第9号（1978年6月20日号）、檸檬社、『劇画ヤング別冊 谷口ジロー官能傑作選 濡れた性少女』に所収[注 8][35]。
- 死よりも赤く - 原作：関川夏央、『ヤングコミック』第12巻第17号（1978年6月20日増刊号）、少年画報社、『西風は白い』に所収[35]。
- 夏は蒼ざめた荒野 - 原作：関川夏央、『ヤングコミック』第12巻第23号（1978年8月20日増刊号）、少年画報社、『西風は白い』に所収[35]。
- リンド3! - 原作：関川夏央、『漫画ギャング』第3巻第10号（1978年9月1日号） - 第4巻第22号（1979年11月16日号）、双葉社[13]。
  - 『リンド3!』双葉社〈アクションコミックス〉、1979年10月15日。[42]
  - 『リンド3!』 2巻、双葉社〈アクションコミックス〉、1980年3月1日。[43]
  - 『リンド3!』 3巻、双葉社〈アクションコミックス〉、1980年4月25日。[44]
  - 『リンド3!』 4巻、双葉社〈アクションコミックス〉、1980年6月10日。[45]
- サカマタの伝次 - 『話題スペシャル』第19巻（1978年10月5日号）、日本文華社[39]。
- 彼方には緑の森 - 原作：関川夏央、『ヤングコミック』第12巻第35号（1978年12月20日増刊号）、少年画報社、『西風は白い』に所収[35]。
- ユーカラの森 - 原作：関川夏央、『ヤングコミック』第12巻第36号（1978年12月27日号）、少年画報社、『大いなる野生』に所収[35]。
- 要求は……なにもない - 原作：関川夏央、『漫画パンチ』第12巻（1978年11月）、芳文社、『リンド3!』第4巻に所収[39]。
- 肉を裂く爪 - 原作：東史朗、『男のゲキジョー』第1巻第1号（1979年6月号）、ベストセラーズ[35]。
- 荒野の男 - 『コミックmagazine』第14巻第12号（1979年6月21日号）、芳文社、『大いなる野生』に所収[注 9][35]。
- 死ぬには好い日だ - 原作：関川夏央、『週刊漫画アクション』第13巻第39号（1979年8月16日号）、双葉社、『西風は白い』に所収[35]。
- 枯柴灘 - 原作：朝比奈良、『ヤングコミック』第13巻第21号（1979年9月26日号）、少年画報社、『大いなる野生』に所収[13]。
- ジェロニモ - 『週刊漫画アクション』第13巻（1979年12月11日増刊号（スーパーフィクション-3））、双葉社、『Live! オデッセイ』第3巻に所収[35]。

### 1980年代
- 事件屋稼業 - 原作：関川夏央、『漫画ギャング』第5巻第1号（1980年1月2日号） - 第5巻第8号（1980年4月16日号）、双葉社[13]。
  - 『事件屋稼業』双葉社〈アクションコミックス〉、1981年5月13日。
- 鷹 - 原作：朝比奈良、『ヤングコミック』第14巻第5号（1980年3月12日号）、少年画報社、『大いなる野生』に所収[46]。
- こえにならない鳥のうた - 『週刊漫画アクション』第14巻第19号（1980年4月19日号）、双葉社[47]。
- 月に吠える - 『週刊漫画アクション』第14巻第23号（1980年5月15日号）、双葉社、『新・大いなる野生』に所収[46]。
- ハンティング・ドッグ - 『エロトピアデラックス』第1巻第1号（1980年6月号） - 第3巻第1号（1982年2月号）、ベストセラーズ[注 10][46]。
  - 『可愛い死神 ハンティング・ドッグ』廣済堂出版〈Kosaido comic pack〉、1982年3月10日。全国書誌番号:82034927。[48]
- 彼方には蜃気楼の海 - 原作：高木公夫、『週刊漫画アクション』第14巻第30号（1980年6月26日号）、双葉社[46]。
- イラタカの数珠 - 『ヤングコミック』第14巻（1980年8月）、少年画報社、『大いなる野生』に所収[46]。
- 噛みつきシャーク 事件屋稼業 - 『漫画ゴラク』第17巻（1980年9月25日号）、少年画報社、『新事件屋稼業』第1巻に所収[46]。
- 凌辱の狩猟小屋 - 『特集漫画トピックス』第14巻第23号（1980年10月20日号）、日本文華社[46]。
- 青の戦士 - 原作：狩撫麻礼、『ビッグコミックスピリッツ』第1巻第1号（1980年11月15日（1）号） - 第2巻第7号（1981年7月15日（7）号）、小学館[13]。
  - 『青の戦士』双葉社〈アクションコミックス〉、1982年3月24日。ISBN 4-575-93056-3。[49]
- LIVE! オデッセイ - 原作：狩撫麻礼、『平凡パンチ』1981年1月5日号 - 1982年11月9日号、平凡出版[13]。
  - 『LIVE! オデッセイ』 1巻、双葉社〈アクションコミックス〉、1982年9月17日。[50]
  - 『LIVE! オデッセイ』 2巻、双葉社〈アクションコミックス〉、1982年10月18日。[51]
  - 『LIVE! オデッセイ』 3巻、双葉社〈アクションコミックス〉、1982年11月18日。[52]
- 帰郷 - 『週刊漫画アクション』第15巻第32号（1981年7月6日増刊号（スーパーフィクション-7））、双葉社[39]。
- 上海1929 - 『ビッグコミック』第15巻第1号（1982年1月1日増刊号）、小学館、『新・大いなる野生』に所収[46]。
- 魔女の息子 - 『エロトピアデラックス』第3巻（1982年4月号） - 第3巻（1982年10月号）、ワニマガジン社[46]。
- 野獣の夜 ONE STEP BEYOND - 原作：狩撫麻礼、『アクションヒーロー』第2巻第5号（1982年5月1日号）、双葉社、『Live! オデッセイ』第3巻に所収[53]。
- ナックル・ウォーズ - 原作：狩撫麻礼、『プレイコミック』第15巻第10号（1982年5月27日（10）号） - 第16巻第14号（1983年7月28日（14）号）、秋田書店[46]。
  - 『ナックル・ウォーズ』 1巻、秋田書店〈PLAY COMIC SERIES〉、1983年5月15日。ISBN 4-253-06818-9。[54]
  - 『ナックル・ウォーズ』 2巻、秋田書店〈PLAY COMIC SERIES〉、1983年5月15日。ISBN 4-253-06819-7。[55]
  - 『ナックル・ウォーズ』 3巻、秋田書店〈PLAY COMIC SERIES〉、1983年12月10日。ISBN 4-253-06820-0。[56]
- サバンナの風は赤く - 『月刊ジャストコミック』第2巻第6号（1982年6月1日号）、双葉社、『Live! オデッセイ』第3巻に所収[46]。
- 花刺し - 原作：小池一夫、『週刊漫画アクション』第16巻第32号（1982年6月10日号）、双葉社[46]。
- グッドラックシティ - 原作：関川夏央、『コミックモーニング』第1巻第1号（1982年9月9日（1）号） - 第1巻第6号（1982年11月18日（6）号）、講談社、『海景酒店』に所収[46]。
- 事件屋稼業 - 原作：関川夏央、『カスタムコミック』第4巻第4号（1982年4月1日合併号）、日本文芸社、『新事件屋稼業』第1巻に所収。
- 事件屋稼業 - 原作：関川夏央、『週刊漫画ゴラク』第19巻（1982年） - 第31巻（1994年12月）、日本文芸社[13]。
  - 『新事件屋稼業』日本文芸社〈ゴラクコミックス〉、1983年。[57]
  - 『新事件屋稼業』 2巻、日本文芸社〈ゴラクコミックス〉、1985年。[57]
  - 『新事件屋稼業』 3巻、日本文芸社〈ゴラクコミックス〉、1987年。[57]
  - 『新事件屋稼業』 4巻、日本文芸社〈ゴラクコミックス〉、1991年。[57]
  - 『新事件屋稼業』 5巻、日本文芸社〈ニチブンコミックス〉、1994年。[57]
- グッドラックシティ in HONGKONG 海景酒店 HOTEL HARBOOUR VIEW - 原作：関川夏央、『コミックモーニング』第2巻第3号（1983年1月27日（3）号）、講談社、『海景酒店』に所収[46]。
  - 『海景酒店』双葉社、1986年1月14日。
- バラモン - 原作：セルジオ関、『月刊ごめんなすって』1983年2月、竹書房[46]。
- 迷子通りのレストラン The RESTAURENT ON “LOS NIÑOS PERDIDOS” - 原作：関川夏央、『コミックモーニング』第2巻第11号（1983年5月19日（11）号）、講談社、『海景酒店』に所収[39]。
- グッドラックシティ in PARIS つかの間の恋 BRIEF ENCOUNTER - 原作：関川夏央、『コミックモーニング』第2巻第18号（1983年9月1日（18）号）・第2巻第19号（1983年9月15日（19）号）、講談社、『海景酒店』に所収[46]。
- オフィシャルスパイハンドブック #1 あるスパイの生活と意見 - 原作：矢作俊彦、『週刊漫画アクション』第17巻第43号（1983年8月25日号）・第17巻第44号（1983年9月1日号）、双葉社[46]。
- ロングナイフ - 『ビッグコミック』第16巻第25号（1983年11月23日増刊号）、小学館、『新・大いなる野生』に所収[46]。
- オフィシャルスパイハンドブック #2 4号俸4等給危険手当無シ - 原作：矢作俊彦、『週刊漫画アクション』第17巻第62号（1983年12月15日号）・第17巻第64号（1983年12月22日号）、双葉社[46]。
- 白色地帯 VIETUAL ZONE - 『コミックモーニング』第3巻第8号（1984年4月5日（7）号）・第3巻第10号（1984年4月19日（8）号）、講談社、『東京幻視行 単行本未収録傑作短編集』に所収[46]。
- ルード・ボーイ - 原作：狩撫麻礼、『プレイコミック』第17巻第8号（1984年4月26日（8）号） - 第17巻第15号（1984年8月9日（15）号）、秋田書店[46]。
  - 『ルード・ボーイ』秋田書店〈PLAY COMIC SERIES〉、1984年12月。[58]
- 森へ #1 岩の蹄 - 『COMICばく』第1号（1984年春季号）、日本文芸社、『新・大いなる野生』に所収[59]。
- 超戦闘犬ブランカ - 『コミックノストラダムス』第2巻第8号（1984年8月1日号）・第2巻第9号（1984年9月1日号）・第2巻第12号（1984年12月1日号）- 第3巻第2号（1985年2月1日号）、『マガジン・ノン』第1巻第1号（1985年3月1日号） - 第2巻第4号（1986年4月1日号）、祥伝社[注 11][60]。
  - 『超戦闘犬ブランカ』 1巻、祥伝社〈NON COMIC WIDE〉、1985年10月。ISBN 4-396-75025-0。[61]
  - 『超戦闘犬ブランカ』 2巻、祥伝社〈NON COMIC WIDE〉、1986年7月。ISBN 4-396-75032-3。[62]
- グッドラックシティ 東京式殺人 - 原作：アラン・ソーモン、潤色：関川夏央、『コミックモーニング』第3巻第28号（1984年11月1日（21）号）、講談社、『海景酒店』に所収[13]。
- エネミーゴ - 原作：M.A.T.、『プレイコミック』第17巻第23号（1984年12月8日（23）号） - 第18巻第8号（1985年4月25日（8）号）、秋田書店[39]。
  - 『エネミーゴ』秋田書店〈PLAY COMIC SERIES〉、1985年11月20日。ISBN 4-253-06884-7。[63]
- ジャコウ - 『月刊スーパーアクション』第3巻第6号（1985年6月1日号）、双葉社、『森へ』に所収[64]。
- 北のサムライ - 原作：関川夏央、『週刊漫画アクション』第19巻第33号（1985年7月10日号） - 第19巻第34号（1985年7月17日号）、双葉社、『日本短編漫画傑作集 : 少年青年漫画編』（2021年・小学館）に所収[64]。
- 1997年の暗殺者 - 原作：関川夏央、『プレイコミック』第18巻第16号（1985年8月22日（16）号）、秋田書店、『東京幻視行 単行本未収録傑作短編集』に所収[64]。
- 探偵物語 - 書き下ろし作品[39]。
  - いしかわじゅん『至福の街』双葉社〈アクションコミックス〉、1985年12月9日。ISBN 4-575-93011-3。
- ハートビート 舞魂（マイ・ソウル） - 原作：竹島将、『プレイコミック』第18巻第23号（1985年12月12日（23）号）・第18巻第24号（1985年12月26日（24）号）、秋田書店[39]。
- 彼方の街 THE BACK OF BEYOND ARTICLE 1. 探偵日記 - 『劇画デカメロン』1986年1月増刊号（バイオレンス））、壱番館書房、『東京幻視行 単行本未収録傑作短編集』に所収[39]。
- CHERGY - 『バギーン（ソウルライダーコミック）』1986年3月20日号、世界文化社、『東京幻視行 単行本未収録傑作短編集』に所収[64]。
- 彼方の街 THE BACK OF BEYOND ARTICLE 2. オーニソロジ - 『まんが笑アップ』1986年5月増刊号（バイオレンス10））、壱番館書房、『東京幻視行 単行本未収録傑作短編集』に所収[39]。
- 探偵 SLEUTH-HOUND - 原作：関川夏央、書き下ろし作品[13]。
  - 『事件屋稼業』（Revised Edition）双葉社〈アクションコミックス〉、1986年5月28日。ISBN 4-575-93058-X。
- ダッシュ! - 『漫画エロトピア』第14巻第13号（1986年7月17日号）、ワニマガジン社、『東京幻視行 単行本未収録傑作短編集』に所収[64]。
- 彼方の街 THE BACK OF BEYOND ARTICLE 3. もぐり酒場 - 『まんが笑アップ』1986年8月増刊号（バイオレンス10））、壱番館書房、『東京幻視行 単行本未収録傑作短編集』に所収[39]。
- K - 原作：遠崎史朗、『リイドコミック』第16巻（1986年）、リイド社。
  - 『K』リイド社〈SPコミックス〉、1988年6月17日。ISBN 4-8458-0636-3。
- 坊っちゃんとその時代 - 原作：関川夏央、『週刊漫画アクション』第21巻第2号（1987年1月7•14日合併号） - 第21巻第15号（1987年3月31日号）、双葉社[注 12][60]。
  - 『「坊っちゃん」の時代』双葉社〈アクションコミックス〉、1987年7月9日。ISBN 4-575-93059-8。
- イシュメル－地球氷解事紀－ - 『アフタヌーン』第1巻第2号（1987年3月1日号） - 第2巻第1号（1988年1月1日号）、講談社[注 13][39]。
  - 『地球氷解事紀』 1巻、講談社〈モーニングKCデラックス〉、1988年6月23日。ISBN 4-06-103778-1。
- 原獣事典 - 『コミックモーニング』第6巻第45号（1987年8月18日増刊号（カラフル増刊2号））・第7巻第1号（1988年1月1日（1）号）・第7巻第3号（1988年1月9日増刊号（パーティー増刊14号））・第7巻第12号（1988年3月1日増刊号（パーティー増刊15号））・第7巻第22号（1988年5月3日増刊号（パーティー増刊16号））・第7巻第36号（1988年7月28日（33）号）・第7巻第54号（1988年11月1日増刊号（パーティー増刊19号））・第8巻第3号（1989年1月10日増刊号（パーティー増刊20号））・第8巻第17号（1989年3月21日増刊号（パーティー増刊21号））・第8巻第24号（1989年4月18日増刊号（パーティー増刊22号））・第8巻第37号（1989年6月20日増刊号（パーティー増刊23号））・第8巻第42号（1989年7月18日増刊号（パーティー増刊24号））・第8巻第50号（1989年8月22日増刊号（パーティー増刊25号））・第8巻第58号（1989年9月19日増刊号（パーティー増刊26号））・第8巻第65号（1989年10月17日増刊号（パーティー増刊27号））・第8巻第72号（1989年11月21日増刊号（パーティー増刊28号））・第9巻第4号（1990年1月10日増刊号（パーティー増刊29号））、講談社[64]。
  - 『原獣事典』講談社〈モーニング・コミックブック〉、1990年12月。ISBN 4-06-303509-3。
- 地球氷解事紀 - 『コミックモーニング』第7巻（1988年3月17日（14）号）・第7巻（1988年6月16日（27）号）・第7巻第41号（1988年8月25日（37）号）・第7巻第55号（1988年11月3日（47）号）・第8巻第8号（1989年2月2日（8）号）・第8巻第41号（1989年7月13日（31）号）・第9巻第66号（1990年11月1日（46）号）・第9巻第67号（1990年11月8日（47）号）・第10巻第67号（1991年11月7日（46）号）・第10巻第68号（1991年11月14日（47）号）、講談社[注 14][39]。
  - 『地球氷解事紀』 2巻、講談社〈モーニングKCデラックス〉、1992年5月23日。ISBN 4-06-313292-7。
- 餓狼伝 - 原作：夢枕獏、『獅子王別冊月刊コミックファイター』（1988年6号）、『獅子王』第5巻（1989年2月号） - 第6巻（1990年4月号）、朝日ソノラマ[64]。
  - 『餓狼伝』朝日ソノラマ、1990年6月。ISBN 4-257-90112-8。
- 秋の舞姫 - 原作：関川夏央、『週刊漫画アクション』第23巻第3号（1989年1月10•17日合併号） - 第23巻第10号（1987年2月28日号）、双葉社[60]。
  - 『秋の舞姫 「坊っちゃん」の時代第二部』双葉社〈アクションコミックス〉、1989年10月。ISBN 4-575-93176-4。
- 東京幻視行 - 『ヤングシュート』第1巻第4号（1989年10月号）、スタジオ・シップ、『東京幻視行 単行本未収録傑作短編集』に所収[65]。

### 1990年代
- サムライ・ノングラータ - 原作：矢作俊彦、『GORO』1990年6月28日号 - 1991年6月13日号、小学館[64]。
  - 『サムライ・ノングラータ』 1巻、小学館〈ビッグコミックス〉、1991年8月1日。ISBN 4-09-182681-4。
  - 『サムライ・ノングラータ』 2巻、小学館〈ビッグコミックス〉、1991年10月1日。ISBN 4-09-182682-2。
- エンジェル・エンジン - 原作：原田宗典[注 15]、『コミックギガ!』第1巻第1号（1990年7月10日号）、主婦と生活社、谷口ジローコレクション『晴れゆく空 ママ、ドント クライ エンジェル・エンジン』に所収[67]。
- 歩くひと - 『コミックモーニング』第9巻第9号（1990年2月2日増刊号（パーティー増刊第30号）） - 第9巻第37号（1990年6月22日増刊号（パーティー増刊第34号））・第9巻第50号（1990年8月21日増刊号（パーティー増刊第36号）） - 第10巻第64号（1991年10月22日増刊号（パーティー増刊第47号））、講談社[60]。
  - 『歩くひと』講談社〈ワイドKCパーティー〉、1992年4月。ISBN 4-06-176637-6。
- かの蒼空に - 原作：関川夏央、『週刊漫画アクション』第23巻第3号（1991年3月26日（12）号） - 第25巻第44号（1991年9月17日（35）号）、双葉社[60]。
  - 『かの蒼空に 「坊っちゃん」の時代第三部』双葉社〈アクションコミックス〉、1992年1月。ISBN 4-575-93281-7。
- 犬を飼う - 『ビッグコミック』第24巻第13号（1991年6月25日（12）号）、小学館、『犬を飼う』に所収[68][69]。
- N.Y.の弁慶 - 原作：毛利甚八、『ビッグコミックオリジナル』第18巻第24号（1991年10月28日増刊（10）号） - 第19巻第15号（1992年6月28日増刊（6）号）、小学館[65]。
  - 『N.Y.の弁慶』小学館〈ビッグコミックススペシャル〉、1996年6月1日。ISBN 4-09-183793-X。
- 十二月の拳銃（チャカ） 満月館狙撃事件 - 『週刊漫画アクション』第25巻（1991年12月2日増刊号（Men'sアクション 2号））、双葉社[67]。
- そして…猫を飼う - 『ビッグコミック』第24巻第27号（1991年12月25日（24）号）、小学館、『犬を飼う』に所収[68][69]。
- 風の抄 柳生秘帖 - 原作：古山寛、『ヤングチャンピオン』第5巻第7号（1992年3月10日（6）号） - 第5巻第15号（1992年7月14日（14）号）、秋田書店[39]。
  - 『風の抄 柳生秘帖』秋田書店、1992年9月。ISBN 4-253-10364-2。
- 庭のながめ - 『ビッグコミック』第25巻第8号（1992年4月10日（7）号）、小学館、『犬を飼う』に所収[68][69]。
- 約束の地 - 『ビッグコミック』第25巻第16号（1992年7月25日（14）号）、小学館、『犬を飼う』に所収[68][69]。
- 三人の日々 - 『ビッグコミック』第25巻第21号（1992年9月25日（18）号）、小学館、『犬を飼う』に所収[68][69]。
- 人びとシリーズ - 原作：内海隆一郎、『ビッグコミック』第26巻第11号（1993年5月10日（9）号） - 第26巻第19号（1993年8月25日（16）号）、小学館[注 16][39]。
  - 『欅の木』小学館〈ビッグコミックススペシャル〉、1993年11月1日。ISBN 4-09-183791-3。[57]
- 明治流星雨 - 原作：関川夏央、『週刊漫画アクション』第27巻第33号（1993年6月22日（23）号） - 第28巻第5号（1994年2月1日（4）号）、双葉社[39]。
  - 『明治流星雨 「坊っちゃん」の時代第四部』双葉社〈アクションコミックス〉、1995年5月。ISBN 4-575-93395-3。
- 海へ還る - 『ビッグコミックスピリッツ』第15巻第14号（1994年3月28日（14）号）、小学館、『凍土の旅人』に所収[67]。
- 父の暦 - 『ビッグコミック』第27巻第9号（1994年4月25日（8）号） - 第27巻第23号（1994年10月10日（19）号）、小学館[60]。
  - 『父の暦』小学館〈ビッグコミックススペシャル〉、1995年1月。ISBN 4-09-183792-1。
- 孤独のグルメ - 原作：久住昌之、『パンジャ』第1巻第3号（1994年10月号） - 第2巻第10号（1995年10月号）・第2巻第12号（1995年12月号） - 第3巻第3号（1996年3月号）・第3巻第6号（1996年6月号）、扶桑社[60]。
  - 『孤独のグルメ』扶桑社、1997年10月30日。ISBN 4-594-02137-9。
- 神の犬 - 『ビッグコミック』第28巻第16号（1995年7月25日（14）号） - 第28巻第30号（1995年12月25日（24）号）、小学館[注 17]。
  - 『神の犬 ブランカII』 1巻、小学館〈ビッグコミックス〉、1996年9月1日。ISBN 4-09-184311-5。
- 不機嫌亭漱石 - 原作：関川夏央、『週刊漫画アクション』第30巻第17号（1996年4月9日（14）号） - 第30巻第55号（1996年11月19日（44）号）、双葉社[70]。
  - 『不機嫌亭漱石 「坊っちゃん」の時代第五部』双葉社〈アクションコミックス〉、1997年8月。ISBN 4-575-93523-9。
- 神の犬 第2部 - 『ビッグコミック』第29巻第12号（1996年5月25日（10）号） - 第29巻第25号（1996年11月10日（21）号）、小学館[注 18]。
  - 『神の犬 ブランカII』 2巻、小学館〈ビッグコミックス〉、1997年2月1日。ISBN 4-09-184312-3。
- Tôkyô est mon jardin（東京は僕の庭[注 19]） - 書き下ろし作品[注 20]。
  - Frédéric Boilet, Benoît Peeters (1997年1月21日). Tôkyô est mon jardin. Bruxelles: Editions Casterman. ISBN 2-20333460-6.
- 異卡力（イカル） - 原作：メビウス、『モーニング』第16巻第28号（1997年7月17日（31）号） - 第16巻第39号（1997年10月9日（43）号）、小学館。
  - 『異卡力』美術出版社、2000年11月30日。ISBN 4-568-26011-6。[72]
- 松華樓 - 『ビッグコミック』第31巻第1号（1998年1月10日（1）号）、小学館、『凍土の旅人』に所収[13]。
- 遥かな町へ - 『ビッグコミック』第31巻第9号（1998年4月25日（8）号） - 第31巻第28号（1998年12月10日（23）号）、小学館[60]。
  - 『遥かな町へ』 上巻、小学館〈ビッグコミックススペシャル〉、1998年11月。ISBN 4-09-183712-3。[73]
  - 『遥かな町へ』 下巻、小学館〈ビッグコミックススペシャル〉、1999年4月。ISBN 4-09-183713-1。[74]
- ママ、ドントクライ - 原作：原田宗典、『オールマン』第5巻第2号（1999年1月20日号（2））、集英社、谷口ジローコレクション『晴れゆく空 ママ、ドント クライ エンジェル・エンジン』に所収[70]。
- 捜索者 - 『ビッグコミック』第32巻第11号（1999年5月10日（9）号） - 第31巻第27号（1999年11月10日（21）号）、小学館[70]。
  - 『捜索者』小学館〈ビッグコミックススペシャル〉、2000年2月1日。ISBN 4-09-183714-X。
- 無題 - 書き下ろし作品[70]。
  - 『masters of Takeshi』集英社、1999年5月。ISBN 4-08-780296-5。

### 2000年代
- 神々の山嶺 - 原作：夢枕獏、『ビジネスジャンプ』第16巻第5号（2000年2月15日（5）号） - 第16巻第20号（2000年10月1日（20）号）・第16巻第22号（2000年11月1日（22）号） - 第17巻第6号（2001年3月1日（6）号）・第17巻第8号（2001年4月1日（8）号） - 第17巻第22号（2001年11月1日（22）号）・第17巻第24号（2001年12月1日（24）号） - 第18巻第14号（2002年7月1日（14）号）・第18巻第17号（2002年8月15日（17）号） - 第19巻第7号（2003年3月15日（7）号）、集英社[39]。
  - 『神々の山嶺』 1巻、集英社〈Business jump愛蔵版〉、2000年12月。ISBN 4-08-782567-1。
  - 『神々の山嶺』 2巻、集英社〈Business jump愛蔵版〉、2001年8月。ISBN 4-08-782568-X。
  - 『神々の山嶺』 3巻、集英社〈Business jump愛蔵版〉、2002年5月。ISBN 4-08-782685-6。
  - 『神々の山嶺』 4巻、集英社〈Business jump愛蔵版〉、2003年4月。ISBN 4-08-782786-0。
  - 『神々の山嶺』 5巻、集英社〈Business jump愛蔵版〉、2003年5月。ISBN 4-08-782788-7。
- 天の鷹 - 『週刊漫画アクション』第35巻第4号（2001年1月9•16日合併（2）号）・第35巻第7号（2001年2月6日（6）号）・第35巻第14号（2001年3月13日（11）号）・第35巻第32号（2001年6月12日（24）号）・第35巻第55号（2001年10月9日（41）号）・第35巻第60号（2001年11月13日（46）号）・第36巻第19号（2002年4月9日（15）号）・第36巻第27号（2002年5月21日（21）号）・第36巻第33号（2002年7月2日（27）号）、双葉社[39]。
  - 『天の鷹』双葉社〈アクションコミックス〉、2002年10月28日。ISBN 4-575-93799-1。
- 彼方から優しき声が聞こえる - 原作：ガエターノ・ドニゼッティ『ランメルモールのルチア』、『BRUTUS』2001年8月1日号、マガジンハウス、『歩くひとPLUS The director's cut edition』に所収[39]。
- 孵化 - 書き下ろし作品。
  - 『アディダス・マンガ・フィーバー』飛鳥新社〈error〉、2002年5月。ISBN 4-87031-500-9。[75]。
- 山へ - 『ビッグコミック』第35巻（2001年12月1日増刊号（SPECIAL増刊））、小学館、『谷口ジロー選集 犬を飼うと12の短編』に所収[76]。
- 散歩もの - 原作：久住昌之、『通販生活』2003年夏号 - 2005年夏号、カタログハウス[76]。
  - 『散歩もの』フリースタイル、2006年3月。ISBN 4-939138-27-5。
- 凍土の旅人 - 『ビッグコミックオリジナル』第30巻（2003年7月2日増刊号（ビッグコミック1））、小学館、『凍土の旅人』に所収[76]。
- “Un nouvel épisode de L’homme qui marche”. Bang! (Bruxelles: Editions Casterman) (3). (juillet 2003).[注 21]
- 白い荒野 - 『ビッグコミックオリジナル』第30巻（2003年12月28日増刊号（ビッグコミック1））、小学館、『凍土の旅人』に所収[76]。
- 貝寄風島 - 『ビッグコミックオリジナル』第31巻（2004年7月1日増刊号（ビッグコミック1））、小学館、『凍土の旅人』に所収[76]。
- シートン 旅するナチュラリスト 第1章 狼王ロボ - 原案：今泉吉晴、『漫画アクション』第1巻第4号（2004年7月1日（4）号） - 第2巻第7号（2005年2月18日（4）号）、双葉社[39]。
  - 『シートン 旅するナチュラリスト 第1章 狼王ロボ』双葉社〈アクションコミックス〉、2005年4月。ISBN 4-575-93939-0。
- 晴れゆく空 - 『週刊ヤングジャンプ』第26巻第30号（2004年7月24日（33）号） - 第26巻第35号（2004年9月9日（39）号）・第26巻第37号（2004年9月23日（41）号） - 第26巻第39号（2004年10月7日（43）号）・第26巻第44号（2004年11月11日（48）号） - 第26巻第46号（2004年11月25日（50）号）、集英社[39]。
  - 『晴れゆく空』集英社〈ヤングジャンプ・コミックス〉、2005年12月。ISBN 4-08-877008-0。
- 冬の動物園 - 『ビッグコミックオリジナル』第32巻（2005年1月24日増刊号（ビッグコミック1））、小学館、『冬の動物園』に所収[65]。
- シートン 旅するナチュラリスト 第2章 少年とオオヤマネコ - 原案：今泉吉晴、『漫画アクション』第2巻第12号（2005年3月15日（6）号） - 第2巻第41号（2005年10月4日（20）号）、双葉社[78]。
  - 『シートン 旅するナチュラリスト 第2章 少年とオオヤマネコ』双葉社〈アクションコミックス〉、2006年1月。ISBN 4-575-93979-X。
- シートン 旅するナチュラリスト 第3章 サンドヒル・スタッグ - 原案：今泉吉晴、『漫画アクション』第2巻第51号（2005年12月20日（25）号） - 第3巻第27号（2006年7月18日（14）号）、双葉社[78]。
  - 『シートン 旅するナチュラリスト 第3章 サンドヒル・スタッグ』双葉社〈アクションコミックス〉、2006年9月。ISBN 4-575-94025-9。
- 始まりの春 - 『ビッグコミックオリジナル』第33巻（2006年1月1日増刊号（ビッグコミック1））、小学館、『冬の動物園』に所収[78]。
- 夏の空 - 書き下ろし作品[78]。
  - 『JAPON Japan×France manga collection』飛鳥新社、2006年1月1日。ISBN 978-4-87031-699-7。[79]
- 魔法の山 - 『週刊ヤングジャンプ』第28巻第1号（2006年1月1日（1）号）・第28巻第2号（2006年1月8日（2）号）、集英社、『いざなうもの』に所収[65]。
- 裸婦を描く - 『ビッグコミックオリジナル』第33巻（2006年4月15日増刊号（ビッグコミック1））、小学館、『冬の動物園』に所収[78]。
- 兄が来た - 『ビッグコミックオリジナル』第33巻（2006年10月1日増刊号（ビッグコミック1））、小学館、『冬の動物園』に所収[78]。
- 月の夜 - 書き下ろし作品、『歩くひとPLUS The director's cut edition』に所収[78]。
  - 『AERA COMIC』朝日新聞社〈アエラムック〉、2006年11月。ISBN 4-02-274403-0。
- シートン 旅するナチュラリスト 第4章 タラク山の熊王（モナーグ） - 原案：今泉吉晴、『双葉社Webマガジン』2006年11月 - 2007年4月・『WEBコミックアクション』2007年4月17日 - 2007年12月4日、双葉社[78]。
  - 『シートン 旅するナチュラリスト 第4章 タラク山の熊王』双葉社〈アクションコミックス〉、2008年3月。ISBN 978-4-575-94151-7。
- 長い休日 - 『ビッグコミックオリジナル』第34巻（2007年3月1日増刊号（ビッグコミック1））、小学館、『冬の動物園』に所収[78]。
- 星に願いを - 『ビッグコミックオリジナル』第34巻（2007年8月2日増刊号（ビッグコミック1））、小学館、『冬の動物園』に所収[78]。
- 冬の陽だまり - 『ビッグコミックオリジナル』第34巻（2007年12月1日増刊号（ビッグコミック1））、小学館、『冬の動物園』に所収[78]。
- Tokyo Rendez-Vous - 書き下ろし作品。
  - Ballon Bleu de Cartier. Cartier. 2007年. OCLC 495568474.
- 秘剣残月 - 『ビッグコミックオリジナル』第37巻（2008年4月3日増刊号（ビッグコミック1））、小学館、『谷口ジロー選集 犬を飼うと12の短編』に所収。
- センセイの鞄 - 原作：川上弘美、『漫画アクション』第5巻第41号（2008年11月4日（21）号）・第6巻第2号（2009年1月6日（1）号）・第6巻第8号（2009年2月17日（4）号）・第6巻第10号（2009年3月3日（5）号）・第6巻第14号（2009年4月7日（7）号）・第6巻第16号（2009年4月21日（8）号）・第6巻第19号（2009年5月19日（10）号）・第6巻第23号（2009年6月2日（11）号）・第6巻第27号（2009年7月7日（13）号）・第6巻第38号（2009年9月15日（18）号）・第6巻第41号（2009年10月20日（20）号）・第6巻第42号（2009年11月3日（21）号）・第6巻第45号（2009年12月1日（23）号）・第6巻第47号（2009年12月15日（24）号）、双葉社[39]。
  - 『センセイの鞄』 1巻、双葉社〈アクションコミックス〉、2009年9月30日。ISBN 978-4-575-94246-0。[80]
  - 『センセイの鞄』 2巻、双葉社〈アクションコミックス〉、2010年2月27日。ISBN 978-4-575-94266-8。[81]
- 百年の系譜 - 『ビッグコミックオリジナル』第36巻（2009年4月12日増刊号（ビッグコミック1））、小学館、『谷口ジロー選集 犬を飼うと12の短編』に所収[82]。
- 孤独のグルメ - 『SPA!』2009年6月9日号・2010年3月9日号・2010年3月9日号・2010年10月5日号・2011年7月5日号・2012年10月5日号・2012年12月25日号・2013年8月27日号・2014年6月10日号・2014年6月17日号・2015年1月13日号・2015年2月24日号・2015年5月19日号、扶桑社[78][83]。
  - 『孤独のグルメ』 2巻、扶桑社、2015年9月。ISBN 978-4-594-07337-4。
- Mon année（私の一年[注 22]） - 原作：ジャン＝ダヴィッド・モルヴァン、書き下ろし作品[39]。
  - Mon année. Vol. 1. Dargaud. 2009年11月13日. ISBN 978-2-50500751-7.[84]

### 2010年代
- 名づけえぬもの - 原作：ガエターノ・ドニゼッティ『ランメルモールのルチア』、書き下ろし作品[注 23][83]。
  - 『漫画BOX AMASIA』講談社、2010年7月13日。ISBN 978-4-06-364826-3。
- ふらり。 - 『モーニング』第36巻第30巻第7号（2011年1月29日（7）号） - 第30巻第24号（2011年5月5日（21）号）、講談社[83]。
  - 『ふらり。』講談社〈KCデラックス〉、2011年4月22日。ISBN 978-4-06-372996-2。[85]
- セント・メリーのリボン 猟犬探偵 - 原作：稲見一良、『ビジネスジャンプ』第27巻（2011年3月16日（7）号） - 第27巻（2011年4月20日（9）号）・第27巻（2011年5月18日（11）号） - 第27巻（2011年6月15日（13）号）・第27巻（2011年7月20日（15）号） - 第27巻（2011年8月17日（17）号）、集英社[39]。
  - 『猟犬探偵』 1巻、集英社〈グランドジャンプ愛蔵版〉、2011年12月。ISBN 978-4-08-782400-1。
- Un nouvel épisode de L’homme qui marche - 書き下ろし作品。
  - TOKYO Louis Vuitton CITY GUIDE 2011. Louis Vuitton CITY GUIDE. Louis Vuitton. 2011年. ISBN 978-2-91778133-3.
- 親父衆 - 『週刊ヤングジャンプ』第34巻（2012年2月10日増刊号（ジャンプ改））、集英社[83]。
- とも路 - 原作：荻原美和子、『法母と出逢う春夏秋冬』2012年春号 - 2013年春号、真如苑[83]。
  - 『とも路』双葉社、2014年8月7日。ISBN 978-4-575-30718-4。[86]
- サイド・キック 猟犬探偵 - 原作：稲見一良、『グランドジャンプ』第2巻（2012年2月29日増刊号（グランドジャンプPREMIUM 2号）） - 第2巻（2012年4月30日増刊号（グランドジャンプPREMIUM 4号））・第2巻（2012年6月30日増刊号（グランドジャンプPREMIUM 6号））・第2巻（2012年8月30日増刊号（グランドジャンプPREMIUM 8号）） - 第2巻（2012年11月30日増刊号（グランドジャンプPREMIUM 11号））、集英社[39]。
  - 『猟犬探偵』 2巻、集英社〈グランドジャンプ愛蔵版〉、2012年12月。ISBN 978-4-08-782475-9。
- L'homme venu du lointain（彼方より[注 24]） - 書き下ろし作品[87]。
  - La Villa sur la Falaise. Ecritures. Bruxelles: Editions Casterman. 2012年10月24日. ISBN 9782203049024.[89]
- Venice（ヴェネツィア[注 25]）- 書き下ろし作品。
  - Venice. Louis Vuitton Travel Book. Louis Vuitton. 2014年5月6日. ISBN 978-2-36983-022-1.[91][92]
- 千年の翼、百年の夢 - 『ビッグコミックオリジナル』第41巻第26号（2014年10月5日号） - 第41巻第31号（2014年12月5日号）、小学館[93]。
  - Les gardiens du Louvre. Paris: Futuropolis. 2014年11月24日. ISBN 978-2-75481015-9.
- 何処（いずこ）にか - 『ビッグコミック』第49巻第9号（2016年4月25日（8）号）・第41巻第10号（2016年5月10日（9）号）、小学館、『いざなうもの』に所収[94]。
- La forêt millénaire（光年の森[注 26]） - 絶筆作品[96]。
  - La forêt millénaire. Rue De Sevres. 2017年9月27日. ISBN 978-2-36981532-7.[97]
- いざなうもの その壱 花火 - 原作：内田百閒、絶筆作品、『いざなうもの』に所収[96]。

### 発表年不明作品
- 天幕一座の女 - 『劇画ヤング別冊 谷口ジロー官能傑作選 濡れた性少女』に所収[24]。
- 二人だけの場所 - 『現代コミックdokuhon』、日本文華社[29]。
- 官能女医 - 原作：十久万作、『漫画パンチ』、芳文社[37]。
- 夏を忘れた海 - 『漫画セクシカ増刊』、司書房[29][98]。
- 陶肌哀歌 - 『現代コミックdokuhon』、日本文華社[29]。
- 最後のモラン（戦士） - 『漫画コミック増刊』、芳文社[29]。
- 大都会のはらわた - 『漫画パンチ』、芳文社、『関川夏央 谷口ジローのアクション劇画2 無防備都市（下）』に所収[28][99]。
- 大逆転 - 原作：梶川良、『男のゲキジョー』、ベストセラーズ[39]。
- GALLERY - 『歩くひとPLUS The director's cut edition』に所収[100]。

### 随筆
- 季節のない風 - 『西風は白い』、双葉社、1984年2月19日。
- サスケとジロー - 『Wan』第12巻第11号（1994年11月号）、ペットライフ社、『東京幻視行 単行本未収録傑作短編集』所収[101]。
- 夢のつづき - 『自由時間』1995年1月1日•19日合併号、マガジンハウス、『東京幻視行 単行本未収録傑作短編集』に所収。
- もうひとつの山嶺 - 書き下ろし、『神々の山嶺』各巻に分載[102]。
- 夢心地の昼下がり - 『カフェ・リラクゼーション〜ジャズ50's〜ジャズ・イン・カフェ（10）』、徳間ジャパンコミュニケーションズ（ジャズ・シティ・スピリット）、2002年2月、TKCB-72319、『描くひと 谷口ジロー』所収[注 27][77]。
- 私とフランス - 『ふらんす』第86巻第11号（2011年11月1日号）、白水社、『いざなうもの』所収[103][104]。

### その他の作品
- 矢作俊彦の小説『マンハッタン・オブ』シリーズの挿画を担当した[65]。
- 平松洋子の随筆『サンドウィッチは銀座で』の挿画を担当した[105][106]。
- 平松洋子の随筆『ステーキを下町で』の挿画を担当した[107]。
- 尾崎放哉生誕130周年記念作品展ポスター（2015年、鳥取市） - 尾崎放哉の肖像画を担当[108]。
- 中川酒造株式会社、日本酒「いなば鶴 放哉」のラベル - 尾崎放哉の肖像画を担当[109]。中川酒造は『父の暦』に登場する「大石酒蔵」のモデルであり縁がある。

## 選集
日本語
- 『劇画ヤング別冊 谷口ジロー官能傑作選 濡れた性少女』ヤング出版社。
- 『谷川ジロー傑作集 大いなる野生』オハヨー出版〈エースファイブコミックス〉、1980年。
- 『西風は白い』双葉社〈アクションコミックス〉、1984年2月19日。
- 『新・大いなる野生』祥伝社〈NON COMIC WIDE〉、1985年12月20日。
- 『森へ』河出書房新社〈カワデ・パーソナル・コミックス〉、1994年9月。ISBN 4-309-72543-0。
- 『東京幻視行 単行本未収録傑作短編集』講談社〈KCデラックス〉、1999年1月22日。ISBN 4-06-334025-2。
- 『犬を飼う』小学館〈ビッグコミックススペシャル〉、1992年10月24日。ISBN 4-09-183711-5。
- 谷口ジロー傑作短編集
  1. 『新・大いなる野生』講談社〈講談社漫画文庫〉、2004年5月12日。ISBN 4-06-360742-9。
  2. 『東京幻視行』講談社〈講談社漫画文庫〉、2004年6月11日。ISBN 4-06-360743-7。
  3. 『リンド3』講談社〈講談社漫画文庫〉、2004年7月9日。ISBN 4-06-360744-5。

- 『凍土の旅人 谷口ジロー傑作集』小学館〈ビッグコミックススペシャル〉、2005年1月1日。ISBN 4-09-183716-6。
- 『冬の動物園』小学館〈ビッグコミックススペシャル〉、2008年4月2日。ISBN 978-4-09-181850-8。
- 谷口ジロー選集
  1. 『犬を飼うと12の短編』小学館〈ビッグコミックススペシャル〉、2009年10月5日。ISBN 978-4-09-182683-1。
  2. 『ブランカ』小学館〈ビッグコミックススペシャル〉、2009年11月4日。ISBN 978-4-09-182684-8。
  3. 『神の犬』小学館〈ビッグコミックススペシャル〉、2009年12月5日。ISBN 978-4-09-182685-5。

- 『歩くひとPLUS The director's cut edition』光文社〈コミック叢書SIGNAL〉、2010年3月18日。ISBN 978-4-334-90168-4。
- 『荒野より FROM WILDERNESS』光文社〈コミック叢書SIGNAL〉、2012年5月24日。ISBN 978-4-334-90187-5。
- 『いざなうもの』小学館〈ビッグコミックス〉、2017年12月13日。ISBN 978-4-09-189779-4。
- 『犬を飼う そして…猫を飼う』小学館、2018年7月4日。ISBN 978-4-09-179256-3。
- 谷口ジローコレクション
  1. 『父の暦』小学館〈谷口ジローコレクション 1〉、2021年11月3日。ISBN 978-4-09-179365-2。
  2. 『遥かな町へ』小学館〈谷口ジローコレクション 2〉、2021年12月5日。ISBN 978-4-09-179366-9。
  3. 『冬の動物園』小学館〈谷口ジローコレクション 3〉、2022年1月2日。ISBN 978-4-09-179369-0。
  4. 『欅の木』小学館〈谷口ジローコレクション 4〉、2022年2月2日。ISBN 978-4-09-179372-0。
  5. 『青の戦士 BLUE FIGHTER』小学館〈谷口ジローコレクション 5〉、2022年3月5日。ISBN 978-4-09-179372-0。
  6. 『『坊っちゃん』の時代』双葉社〈谷口ジローコレクション 6〉、2021年11月。ISBN 978-4-575-31666-7。
  7. 『秋の舞姫 『坊っちゃん』の時代第二部』双葉社〈谷口ジローコレクション 7〉、2021年12月。ISBN 978-4-575-31678-0。
  8. 『かの蒼空に 『坊っちゃん』の時代第三部』双葉社〈谷口ジローコレクション 8〉、2021年12月。ISBN 978-4-575-31687-2。
  9. 『明治流星雨 『坊っちゃん』の時代第四部』双葉社〈谷口ジローコレクション 9〉、2022年1月。ISBN 978-4-575-31697-1。
  10. 『不機嫌亭漱石 『坊っちゃん』の時代第五部』双葉社〈谷口ジローコレクション 10〉、2022年3月。ISBN 978-4-575-31703-9。
  11. 『神々の山嶺 1』集英社〈谷口ジローコレクション 11〉、2022年5月。ISBN 978-4-08-792756-6。
  12. 『神々の山嶺 2』集英社〈谷口ジローコレクション 12〉、2022年6月。ISBN 978-4-08-792757-3。
  13. 『神々の山嶺 3』集英社〈谷口ジローコレクション 12〉、2022年7月。ISBN 978-4-08-792758-0。
  14. 『神々の山嶺 4』集英社〈谷口ジローコレクション 14〉、2022年8月。ISBN 978-4-08-792759-7。
  15. 『神々の山嶺 5』集英社〈谷口ジローコレクション 15〉、2022年9月。ISBN 978-4-08-792760-3。
  16. 『晴れゆく空 ママ、ドント クライ エンジェル・エンジン』集英社〈谷口ジローコレクション 16〉、2022年9月。ISBN 978-4-08-792761-0。
  17. 『孤独のグルメ 1』扶桑社〈谷口ジローコレクション 17〉、2022年5月。ISBN 978-4-594-09154-5。
  18. 『孤独のグルメ 2 散歩もの』扶桑社〈谷口ジローコレクション 18〉、2022年6月。ISBN 978-4-594-09155-2。
  19. 『センセイの鞄 1』双葉社〈谷口ジローコレクション 19〉、2022年8月。ISBN 978-4-575-31733-6。
  20. 『センセイの鞄 2』双葉社〈谷口ジローコレクション 20〉、2022年8月。ISBN 978-4-575-31739-8。
  21. 『餓狼伝』小学館〈谷口ジローコレクション 21〉、2023年3月5日。ISBN 978-4-09-179398-0。
  22. 『ブランカ 1』小学館〈谷口ジローコレクション 22〉、2023年4月4日。ISBN 978-4-09-179400-0。
  23. 『ブランカ 2』小学館〈谷口ジローコレクション 23〉、2023年5月3日。ISBN 978-4-09-179406-2。
  24. 『神の犬 1』小学館〈谷口ジローコレクション 24〉、2023年6月4日。ISBN 978-4-09-179419-2。
  25. 『神の犬 2』小学館〈谷口ジローコレクション 25〉、2023年7月4日。ISBN 978-4-09-179419-2。
  26. 『シートン 旅するナチュラリスト 第1章 狼王ロボ』双葉社〈谷口ジローコレクション 26〉、2023年3月。ISBN 978-4-575-31777-0。
  27. 『シートン 旅するナチュラリスト 第2章 少年とオオヤマネコ』双葉社〈谷口ジローコレクション 27〉、2023年4月。ISBN 978-4-575-31788-6。
  28. 『シートン 旅するナチュラリスト 第3章 サンドヒル・スタッグ』双葉社〈谷口ジローコレクション 28〉、2023年5月。ISBN 978-4-575-31797-8。
  29. 『シートン 旅するナチュラリスト 第4章 タラク山の熊王』双葉社〈谷口ジローコレクション 29〉、2023年5月。ISBN 978-4-575-31801-2。
  30. 『天の鷹』双葉社〈谷口ジローコレクション 30〉、2023年7月。ISBN 978-4-575-31804-3。

- 『野生の中へ 谷口ジロー狩猟短編傑作集』山と溪谷社〈ヤマケイ文庫〉、2022年11月。ISBN 978-4-635-04944-3。

イタリア語
- Jiro Taniguchi Deluxe Collection
  1. L’uomo checammina. Jiro Taniguchi Deluxe Collection. Panini. 2019年1月25日. ISBN 978-88-9128657-4.
  2. Gourmet. Jiro Taniguchi Deluxe Collection. Panini. 2019年1月25日. ISBN 978-88-9128680-2.
  3. Al tempodi papà. Jiro Taniguchi Deluxe Collection. Panini. 2019年1月25日. ISBN 978-88-9128681-9.
  4. L’olmo. Jiro Taniguchi Deluxe Collection. Panini. 2019年1月31日. ISBN 978-88-9128682-6.
  5. Allevare uncane e altri racconti. Jiro Taniguchi Deluxe Collection. Panini. 2019年1月25日. ISBN 978-88-9128683-3.
  6. Blanca. Jiro Taniguchi Deluxe Collection. Panini. 2021年9月30日. ISBN 978-88-2876181-5.
  7. I cani degli dei. Jiro Taniguchi Deluxe Collection. Panini. 2021年9月30日. ISBN 978-88-2876182-2.
  8. Il libro del vento. Jiro Taniguchi Deluxe Collection. Panini. 2021年9月30日. ISBN 978-88-2876183-9.
  9. Tokyo Killers. Jiro Taniguchi Deluxe Collection. Panini. 2021年9月30日. ISBN 978-88-2876184-6.

  - Cofanetto Jiro Taniguchi
    1. Cofanetto. Jiro Taniguchi Deluxe Collection. Panini. 2019年2月8日. ISBN 978-88-9128654-3.
      - 収録作品：Gourmet, Allevare uncane e altri racconti, Al tempodi papà, L’olmo, L’uomo checammina

    2. Cofanetto 2. Jiro Taniguchi Deluxe Collection. Panini. 2021年9月30日. ISBN 978-88-9129894-2.
      - 収録作品：Blanca, I cani degli dei, Il libro del vento, Tokyo Killers

フランス語
- Taniguchi comme en VO
  1. Le journal de mon père. Taniguchi comme en VO. Éditions Casterman. 2021年11月17日. ISBN 978-2-203-21162-9.
  2. L'homme qui marche. Taniguchi comme en VO. Éditions Casterman. 2021年11月17日. ISBN 978-2-203-22166-6.
  3. Quartier Lointain. Taniguchi comme en VO. Éditions Casterman. 2022年11月9日. ISBN 978-2-203-21163-6.

## 画集
日本語
- 『谷口ジロー 風景のストーリーテラー』鳥取市文化芸術推進課、2011年6月。
- 『谷口ジロー / 谷口ジロー原画展3 ESSAY FOR JIRO RANIGUVHU ORIGINAL EXHIBITION 情景のマエストロ』鳥取市文化芸術推進課、2012年11月。
- 『谷口ジロー画集 jiro taniguchi』小学館、2016年2月29日。ISBN 978-4-09-199042-6。
- 『描くひと 谷口ジローの世界』ふらり、2021年1月。
- 『谷口ジロー原画集 描線に込めるひと』玄光社、2021年12月。ISBN 978-4-7683-1557-6。
- 『特別展カタログ「歩く、描く 谷口ジローと清瀬」』清瀬市郷土博物館、2023年。

フランス語
- L'Art de Jirô Taniguchi. Editions Casterman. 2016年6月1日. ISBN 978-2-203-11111-0.

イタリア語
- Artbook. Rizzoli Libri. 2018年3月27日. ISBN 978-88-1709967-7.

## 出演
- “「夢を追い続けて」漫画家 谷口ジロー”. マイライフ. 1996年11月15日. 日本放送協会. NHK教育テレビジョン.[181]
- “もっと細かくもっとリアルに 〜漫画家谷口ジロー〜”. 発見ちゅうごく’97. 1997年. 日本放送協会. NHK総合テレビジョン.[182]
- Benoît Peeters (2004年). Profession Mangaka (フランス語). France: ARTE France, INA. 2023年12月26日閲覧.
- サム・ガルバルスキ (2010年). 遥かな町へ (映画) (フランス語). ベルギー、フランス、ドイツ. 2023年12月26日閲覧.[183]
- “Tout sur Taniguchi Jiro, le mangaka de génie.”. ESPRIT JAPON. 2015年. BSフジ.[184]

## 展覧会
日本
- 谷口ジロー原画展 故郷に帰る，2010年10月31日 - 2010年11月14日，ギャラリーそら
- 谷口ジロー原画展II 感動、再び!，2011年11月6日 - 2011年11月20日，ギャラリーそら
- 遥かな町へ 谷口ジロー原画展，2011年12月17日 - 2012年1月15日，倉吉博物館
- 『孤独のグルメ』谷口ジロー原画展，2012年6月1日 - 2012年9月30日，米沢嘉博記念図書館
- 展覧会「描くひと 谷口ジローの世界」、2017年12月9日 - 2017年12月22日、日仏会館。
- 原画展「描くひと 谷口ジローの世界」、2018年4月14日 - 2018年5月13日、鳥取県立博物館。
- 原画展「谷口ジローの世界1 〜狩撫麻礼との80年代〜」，2019年10月1日 - 2019年10月20日，ギャラリー鳥たちのいえ。
- 谷口ジロー漫画家デビュー50年記念原画展
  - 描くひと 谷口ジローの世界，2021年1月23日 - 2021年2月21日，米子市美術館。
  - 原画展「谷口ジローの世界2 描かれた鳥取」，2021年1月25日 - 2021年2月21日，ギャラリー鳥たちのいえ。

- 描くひと 谷口ジロー展
  - 2021年10月16日 - 2022年2月27日，世田谷文学館。
  - 2022年6月2日 - 2022年8月29日，京都国際マンガミュージアム。
  - 2023年3月18日 - 2023年5月14日，北九州市漫画ミュージアム。

- 原画展「彩り、描く 谷口ジローの世界3」，2021年11月27日 - 2021年12月26日，ギャラリー鳥たちのいえ。
- 原画展「谷口ジローの世界4 もうひとつの山嶺」，2022年7月30日 - 2022年8月28日，ギャラリー鳥たちのいえ。
- 特別展「歩く、描く 谷口ジローと清瀬」，2023年1月21日 - 2023年3月19日，清瀬市郷土博物館。

フランス
- TANIGUCHI Exposition de dessins et planches originaux，2005年10月21日 - 2005年11月18日，Galerie Arludik．
- Exposition Quartier Lointain，2010年10月28日 - 2010年12月31日，Galerie Arludik．
- l'exposition Taniguchi “L'Homme qui rêve”，2015年1月29日 - 2015年2月1日，Musée de la bande dessinée d’Angoulême．
- l'exposition Taniguchi “L'Homme qui rêve”，2016年3月12日 - 2016年5月15日，Espace Richaud．

## 受賞・栄典
1975年
- 第14回ビッグコミック賞、佳作、『遠い声』。

1992年
- 第37回小学館漫画賞、審査員特別賞、『犬を飼う』。

1993年
- 第22回日本漫画家協会賞、優秀賞、『「坊っちゃん」の時代』。

1998年
- 第2回手塚治虫文化賞、マンガ大賞、『「坊っちゃん」の時代』。

1999年
- 第3回文化庁メディア芸術祭マンガ部門優秀賞、『遥かな町へ』。

2000年
- 第27回アングレーム国際バンド・デシネ・フェスティバル、教会一致運動協会バンド・デシネ審査員特別賞、『父の暦』、フランス。

2001年
- 第5回文化庁メディア芸術祭マンガ部門優秀賞、『神々の山嶺』。
- 第28回アングレーム国際バンド・デシネ・フェスティバル、教会一致運動協会バンド・デシネ審査員賞、『父の暦』、フランス。
- 第3回ナポリ・コミコン、アッティリオ・ミケルッツィ賞最優秀作品賞、『父の暦』、イタリア。

2002年
- 第20回バルセロナ国際コミック・サロン，最優秀マンガ賞、『父の暦』、スペイン。
- 第28回アストゥリアス公国国際コミック・サロン、ハクストゥル賞最優秀長編作品賞、『父の暦』、スペイン。
- 第5回マドリード国際コミック博覧会、最優秀外国漫画賞、『父の暦』、スペイン。

2003年
- 第30回アングレーム国際バンド・デシネ・フェスティバル、アルファアート最優秀脚本賞及びバンド・デシネ書店員賞、『遥かな町へ』、フランス。
- 第37回ルッカコミックス&ゲームズ、グラン・グイニージ賞最優秀長編作品賞、『遥かな町へ』、イタリア。
- 第3回ロミックス、最優秀日本語作品賞、『遥かな町へ』、イタリア。
- ペデリス賞、『遥かな町へ』。

2004年
- 第6回ナポリ・コミコン、アッティリオ・ミケルッツィ賞外国作品賞、『「坊っちゃん」の時代』、イタリア。
- 第5回べデリ賞、金賞及び審査員特別賞、『遥かな町へ』、カナダ。
- 第3回映画と文学に関するフォーラム、バンド・デシネ部門大賞、『遥かな町へ』、モナコ。
- 第22回バルセロナ国際コミック・サロン、最優秀外国作品賞、『遥かな町へ』、スペイン。

2005年
- 第32回アングレーム国際バンド・デシネ・フェスティバル、最優秀美術賞、『神々の山嶺』、フランス。
- 第31回アストゥリアス公国国際コミック・サロン、ハクストゥル賞最優秀短編作品賞、『欅の木』、スペイン。

2008年
- 第13回エアランゲン国際コミック・サロン、2007年度年間賞及びマックス&モーリッツ賞最優秀マンガ賞、『遥かな町へ』、ドイツ。
- 第8回ロミックス、大賞、『晴れゆく空』、イタリア。
- 第34回アストゥリアス公国国際コミック・サロン、ハクストゥル賞最優秀作品賞、『シートン 旅するナチュラリスト 第3章 サンドヒル・スタッグ』、スペイン。

2010年
- 第13回富川国際漫画おまつり、海外作家賞、韓国。
- 第44回ルッカコミックス&ゲームズ、漫画界の巨匠賞、イタリア。

2011年
- 芸術文化勲章シュヴァリエ章、フランス。

2013年
- 第38回鳥取市文化賞、特別功績賞。

2015年
- 第5回コミックフェスティバル・ミュンヘン、ミュンヘン・コミック賞最優秀アジア漫画賞、『孤独のグルメ』、ドイツ。
- 第38回スプローイン賞最優秀翻訳作品賞、『父の暦』、ノルウェー。
- 第26回アマドーラ国際バンダ・デゼニャーダ・フェスティバル、第九芸術古典賞、『父の暦』、ポルトガル。

## 関連書誌
- 「山陰人国記--漫画家 谷口ジロー氏」『山陰の経済』第154号、松江: 山陰経済経営研究所、1–2頁、1998年7月1日。doi:10.11501/2864753。ISSN 0911-6869。全国書誌番号:00043575。
- Timothy Lehmann (2005年11月1日). “Taniguchi Jiro”. Manga: Masters of the Art. New York: HarperCollins Publishers. ISBN 0-06083331-9. OCLC 61176404.
- 谷口 ジロー、寺田 克也「われら、メビウスの徒--その線、色、世界に酔う」『ユリイカ』第41巻第8号、東京: 青土社、2009年7月1日、176–189頁。ISBN 978-4-7917-0195-7。ISSN 1342-5641。全国書誌番号:00023823。[250][251]

## 脚註